# Huarmey (distrito)
Huarmey' ou, na sua forma portuguesa, Guarmei é um dos cinco distritos que formam a Província de Huarmey, situada no Ancash, pertencente a Região Ancash, Peru.

## Transporte
O distrito de Huarmey é servido pela seguinte rodovia:
- PE-1N, que liga o distrito de Aguas Verdes (Região de Tumbes) - Ponte Huaquillas/Aguas Verdes (Fronteira Equador-Peru) - e a rodovia equatoriana E50 - à cidade de Lima (Província de Lima)
- AN-109, que liga a cidade ao distrito de Recuay[3][4][5]